# Drillbohrer

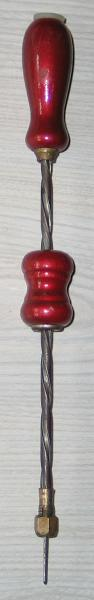
Drillbohrer mit Wendelnut, Griff als Drucklager und Nuss als Antrieb aus rot lackiertem Holz, Spannzange

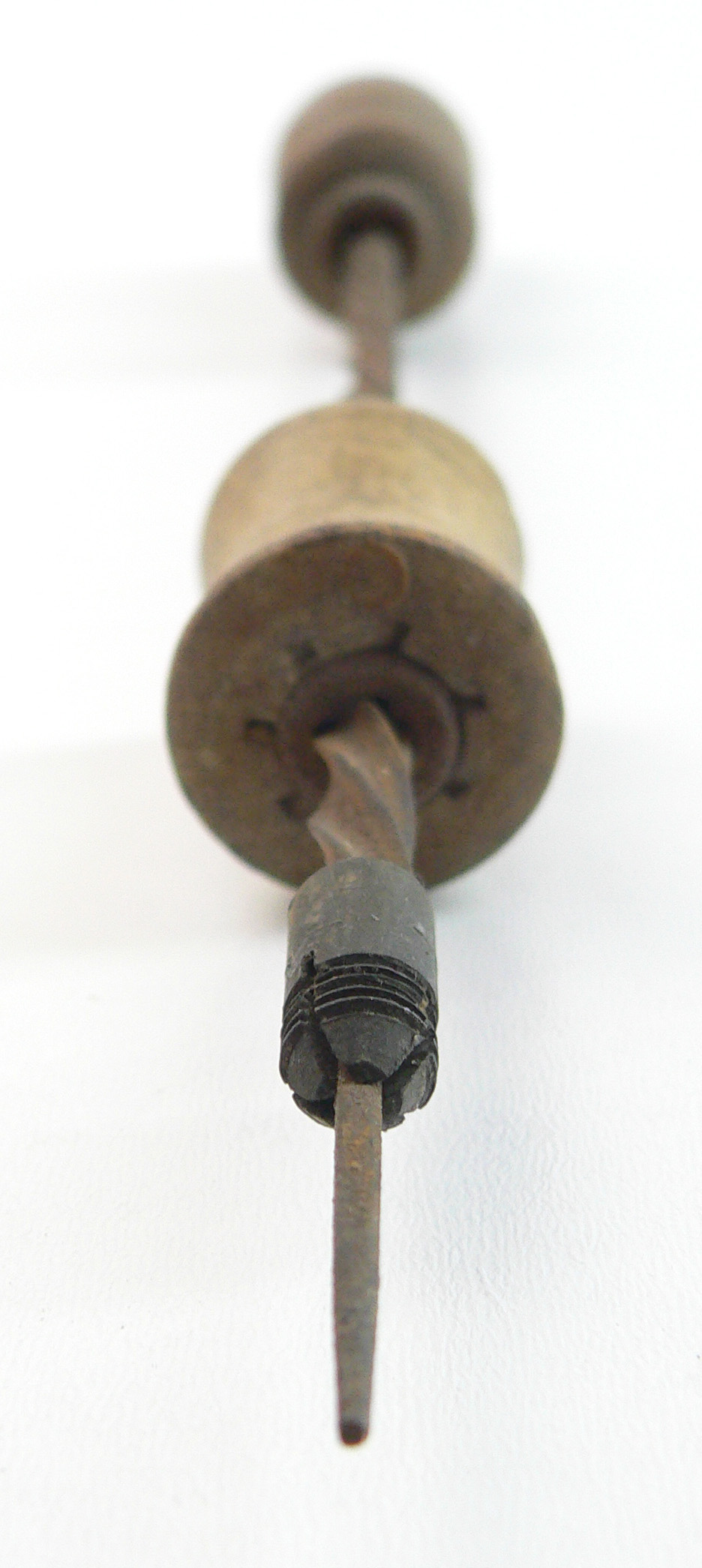
Spitze und Bohrfutter eines alten Drillbohrers

Ein Drillbohrer ist eine einfache Handbohrmaschine zum Bohren kleiner Löcher. Drillbohrer sind seit Anfang des 19. Jahrhunderts bekannt und werden heute nur noch selten verwendet. Die Bezeichnung „Drillbohrer“ wird teilweise auch für den seit der Antike verwendeten Rollenbohrer mit Bogenantrieb (auch Geigenbohrer oder „Bogendrille“ genannt) und für Rennspindeln verwendet.

## Aufbau
Ein Drillbohrer besteht aus einer Gewindestange mit großer Steigung, an deren unterem Ende eine Spannzange befestigt ist. Am oberen Ende befindet sich ein drehbar gelagerter Griff. Auf der im einfachsten Fall aus verdrilltem Vierkanteisen hergestellten Schraube selbst gleitet ein weiteres, verschiebbares Griffstück (auch „Nuss“ genannt), bei dem etwa zwei Bleche mit Vierkantloch wie eine Mutter in das Gewinde greifen. Bei ausreichend hoher Steigung von etwa 4 cm wird über die Gewindegänge (2 oder 4 Flächen oder 2 Nute) das Auf- und Abbewegen der Nuss in ein Hin- und Herdrehen der Stange und damit des Bohrers umgesetzt.
Eine Sonderform ist die Ausführung mit nutförmigem Kreuzgang-Gewinde, das den Bohrer dank einer Klappe in der Nuss nur in eine Richtung dreht. 
Damit sind Bohrbits mit Spanführungsnut möglich. Für Tischlerarbeiten auch mit den damals neuen Spanplatten gab es Bohrbits für konische Löcher mit Ansenkung für den Schraubenkopf. Die klassische, zylindrische Aufnahme gab es für folgenden Durchmesser: 5,5 mm = 7/32 Zoll; 7 mm = 9/32"; 8 mm = 5/16". Diese Bauform wurde um 1960 bis zum Aufkommen von Akkuschraubern um 1980 etwa von Montagetischlern auch als Drillschrauber verwendet. Das Drehmoment wird durch eine Stufe am oberen Ende des Bits übertragen, eine etwas tiefer liegende seitliche Rastkerbe hält das Bit auch auf Zug. Drillbohrer können bis 70 cm lang sein, feine Ausführungen für den Modellbau haben Spannzangen mit verschiedenen Öffnungen, um insgesamt Bohrer von 0,3 bis 3,2 mm zu fassen. Alle haben eine Rückzugsfeder.

## Bedienung
In die Spannzange wird ein Bohrer eingespannt. Dabei verwendet man einfache Bohrer, die beim Drehen in beide Richtungen schneiden und keine Spanförderung besitzen. Der Drillbohrer wird senkrecht auf das Werkstück aufgesetzt. Der obere Griff wird mit einer Hand gehalten und damit der Bohrer nach unten gedrückt. Der untere Griff wird mit der anderen Hand abwechselnd aufwärts und abwärts bewegt, bis das Loch fertig ist.

## Anwendung
Drillbohrer werden heute noch im Hobbybereich eingesetzt, um in Sperrholzplatten Löcher zu bohren, in die das Sägeblatt einer Laubsäge eingefädelt werden kann. Historisch wurden sie sehr vielfältig und für anspruchsvolle Arbeiten vom Häftlimacher bis zur Medizintechnik (etwa in der Zahnmedizin) verwendet.